# Тань Юйлін
Тань Юйлін (кит.: 谭玉龄; 1920 — 14 серпня 1942) — наложниця Пуї, імператора Маньчжоу-го.

## Біографія

### Наложниця
Народилася в 1920. Етнічно належала до маньчжурського клану Татала, згодом змінила своє маньчжурське прізвище на загальноприйнятий ханьський аналог «Тань» (谭), що було обумовлено сплеском антиманьчжурських настроїв після Сіньхайської революції в Китаї, яка скинула Династію Цін.
У 1927, будучи ще дитиною, вона була прийнята на службу Імператорського Маньчжурського двору у вигнанні в Тяньцзіні, а в 1932, після заснування на території Маньчжурії маріонеткової держави Маньчжоу-го, вирушила туди разом з Двором.
6 квітня 1937 на вимогу японців сімнадцятирічна Тань Юйлін була обрана як молодша наложниця для імператора Пуї, отримавши спеціальне ім'я Сян (祥) і титул «гуйжень» (贵人, «наложниця п'ятого ступеня»). Історик Віктор Усов вважав, що завести молодшу наложницю Пуї порадив один із родичів у Пекіні з метою «покарати» імператрицю Вань Жун, виявивши їй свою немилість.

### Смерть
Тань Юйлін була незадоволена тим, що Японська імперія намагалася впливати на Пуї[неавторитетне джерело]. Через кілька років після одруження з Пуї вона захворіла на черевний тиф і незабаром померла. Як припускав імператор, дівчину отруїли японці, оскільки наложниця померла невдовзі після ін'єкції, зробленої японським лікарем.
Після смерті «п'ятої дружини» японці наполегливо пропонували Пуї замінити Юйлін, що пішла з життя, етнічною японкою, однак імператор відмовився від цього. Тань Юйлін була посмертно зведена в ранг «шляхетної наложниці» («дружини другого ступеня») і отримала посмертне ім'я «Мін-Сіань» (明贤).
У 2004 нащадки імператорського дому династії Цін зайнялися розглядом питання про підвищення Тань Юйлін до статусу «дружини першого ступеня» («шляхетного консорту»).